# Chris Soetewey
Maria-Christine (Chris) Soetewey (Kapellen, 19 augustus 1957) is een voormalige Belgische atlete, die was gespecialiseerd in het hoogspringen. Zij nam tweemaal deel aan de Olympische Spelen en veroverde acht Belgische titels.

## Biografie
Chris Soetewey behaalde in 1979 haar eerste Belgische titel AC. Tot 1987 zouden nog zeven titels volgen. In 1980 nam ze deel aan de Olympische Spelen in Moskou. Ze haalde de kwalificatiehoogte van 1,88 m, maar werd in de finale twaalfde met 1,80.
Vier jaar later overleefde zij de kwalificaties niet op de Olympische Spelen van 1984 in Los Angeles. Ze nam deel aan de Europese kampioenschappen van 1982 in Athene, waar ze uitgeschakeld werd in de kwalificatie en in 1983 aan de eerste wereldkampioenschappen in Helsinki, waar ze vijftiende werd in de finale.
Ze nam vijf keer deel aan de Europese indoorkampioenschappen, met een vierde plaats in 1984 als beste resultaat. Ze nam ook deel aan de eerste World Indoor Games, de voorloper van de wereldkampioenschappen indoor.
Chris Soetewey was aangesloten bij AC Waasland en AV Toekomst.

## Belgische kampioenschappen
| Onderdeel    | Jaar                                           |
| ------------ | ---------------------------------------------- |
| hoogspringen | 1979, 1980, 1982, 1983, 1984, 1985, 1986, 1987 |

## Persoonlijke records
| Onderdeel              | Prestatie | Datum           | Plaats  |
| ---------------------- | --------- | --------------- | ------- |
| hoogspringen (outdoor) | 1,94 m    | 18 juni 1983    | Brussel |
| hoogspringen (indoor)  | 1, 94 m   | 5 februari 1984 | Hoboken |

## Palmares
- 1979:  BK AC – 1,81 m
- 1980: 9e EK indoor in Sindelfingen – 1,84 m
- 1980:  BK AC – 1,86 m
- 1980: 12e OS in Moskou - 1,80 m (1,88 m in kwal.)
- 1981:  BK AC – 1,78 m
- 1982: 9e EK indoor in Milaan – 1,88 m
- 1982:  BK AC – 1,90 m
- 1982: 13e in kwal. EK in Athene -1,85 m
- 1983: 6e EK indoor in Boedapest – 1,84 m
- 1983:  BK AC – 1,84 m
- 1983: 15e WK in Helsinki – 1,84 m
- 1984: 4e EK indoor in Göteborg – 1,92 m
- 1984:  BK AC – 1,90 m
- 1984: 22e in kwal. OS in Los Angeles - 1,80 m
- 1985: 7e WK indoor in Parijs – 1,85 m
- 1985:  BK AC – 1,83 m
- 1986:  BK AC – 1,81 m
- 1987: 14e EK indoor in Liévin – 1,85 m
- 1987:  BK AC – 1,85 m

## Onderscheidingen
- 1979: Gouden Spike[1]
- 1980: Grote Feminaprijs van de KBAB